# Nama aretioides
Nama aretioides är en strävbladig växtart som först beskrevs av William Jackson Hooker och Arn., och fick sitt nu gällande namn av August Brand. Nama aretioides ingår i släktet Nama och familjen strävbladiga växter. Utöver nominatformen finns också underarten N. a. multiflorum.